# Zaaksgevolg
Zaaksgevolg (of Belgisch volgrecht) is het eerste kenmerk van een absoluut recht. Het houdt in dat het eigendomsrecht en elk beperkt recht (zie pagina over zakelijk recht) op een zaak blijft rusten, zelfs wanneer de eigendom van die zaak wordt overgedragen. Het recht volgt de zaak. Beperkte rechten zijn afgeleid van het eigendomsrecht en te onderscheiden in zekerheidsrechten: hypotheek- en pandrecht, en genotsrechten: vruchtgebruik, erfdienstbaarheden, erfpacht,  opstal en appartementsrecht.
Ofwel, in het geval dat bijvoorbeeld een pandrecht is gevestigd op een vordering en de vordering wordt overgedragen, dan blijft het pandrecht op deze vordering rusten, ondanks dat de vordering wordt overgedragen. Het beperkte recht volgt de zaak waarop deze is gevestigd. Dat betekent als een vordering wordt betaald (en houdt deze dus op te bestaan), dan gaat het beperkte recht - in dit geval het pandrecht - teniet op grond van zaaksgevolg.
Anders dan zaaksgevolg, bestaat er ook zoiets als afhankelijkheid. Is er een pandrecht als zekerheidsrecht ten behoeve van een vordering gevestigd op een zaak van de schuldenaar, dan vervalt dit pandrecht wanneer de vordering wordt betaald. Het betreft namelijk een zekerheidsrecht dat geen enkel belang dient nu de vordering is betaald. Het pandrecht is in dit geval een afhankelijk recht van de vordering. De vordering is het recht waaraan het pandrecht is verbonden. Wordt in dit geval de vordering overgedragen, dan zal het pandrecht deze vordering volgen op grond van afhankelijkheid.
Een voorbeeld van zaaksgevolg in het geval van erfdienstbaarheid, is dat de erfdienstbaarheid bij overdracht van het bezwaarde (dienende) erf, op die grond blijft rusten. Zo heeft de erfdienstbaarheid goederenrechtelijke werking. Opnieuw dient hier een scherp onderscheid te worden gemaakt met afhankelijkheid. Wordt van het erf waarvoor de erfdienstbaarheid dienstig is (heersend erf) overgedragen, dan blijft de erfdienstbaarheid afhankelijk van het heersende erf. Zo wordt dus de erfdienstbaarheid de nieuwe eigenaar dus dienstig, op grond van afhankelijkheid. De erfdienstbaarheid zou anders immers geen nut meer hebben.